# Дрогобычский завод автомобильных кранов
Дрогобычский завод автомобильных кранов — предприятие города Дрогобыч Львовской области по производству стреловых кранов и кранов-манипуляторов на автомобильных шасси МАЗ, КрАЗ и КамАЗ, трубовозов-лесовозов типа ТВГ-10, технологических мотовозов, гидроцилиндров, мультилифтов.

## История
История предприятия началась во второй половине 1959 года, когда в северо-восточной части города Дрогобыч по проекту киевского Укргоспрома началось сооружение завода стиральных машин. В 1962 году законченный на 70 % объект общей площадью около 10 000 м² был передан Львовскому совнархозу.
В 1963 году здесь был создан цех № 36 Львовского завода автопогрузчиков, выпускавший запасные части для автомобильных кранов.
10 ноября 1965 года цех был выделен в самостоятельное предприятие — Дрогобычский автокрановый завод Министерства строительного, дорожного и коммунального машиностроения СССР. Эта дата считается днём основания предприятия. 6 января 1966 года предприятие было переименовано в Дрогобычский завод автомобильных кранов.
В 1966 году завод освоил производство автокрана ЛАЗ-690 грузоподъёмностью 3 тонны.
Темпы выпуска кранов росли, к концу 1967 года было выпущено 3250 автокранов грузоподъёмностью 4 т.
С 1968 года завод начал выпуск автокрана КС-2561Д грузоподъёмностью 6,3 т и его модификаций с гидрофицированными выносными опорами КС-2561Л и КС-2561Л-1. В 1969 году была создана модификация КС-2561Е с изменённым расположением лебёдок на поворотной платформе, в одну линию. Краны шли на шасси ЗИЛ-130.
В 1971 году работники предприятия освоили серийный выпуск новой модели автокрана. На протяжении года с конвейера вышло 2917 автокранов. В этом же году предприятие участвовало на ВДНХ УССР и ВДНХ СССР, на которых демонстрировалась новая модель автомобильного крана КС-2561Е, грузоподъёмностью 6,3 т. О Дрогобычском автокрановом в 1970-е годы узнали во многих странах мира. Автокраны КС-2561Е начали экспортироваться в Венгрию, Болгарию, Монголию, Корею, Гвинею, Иран, Ирак, Сирию, Ливан, Лаос, Кампучию, Анголу, Мозамбик, Конго, Вьетнам, Танзанию.
В 1973 году завод представил на ВДНХ СССР новую модель крана КС-2571 с гидроприводом. За высокие производственные и технические успехи предприятие было отмечено специальным дипломом. После демонстрации в Москве новая модель экспонировалась на международных выставках-ярмарках в Болгарии, Венгрии, Югославии, Польше.

В 1982 году началось серийное производство автокранов грузоподъёмностью 10 т: КС-3575 на шасси ЗИЛ-133Г1 и КС-3575А на шасси ЗИЛ-133ГЯ.
С 1984 года предприятие начало выпуск нового 20-тонного автокрана КС-4574 на шасси КамАЗ-53213.
В советскую эпоху завод входил в ПО «Автокран», после провозглашения независимости Украины государственное предприятие было преобразовано в открытое акционерное общество.
С 1990-х годов автокраны ОАО «ДЗАК» начали выпускать под маркой КТА-xx «Силач».
В 1994 году завод освоил выпуск модифицированных автокранов КС-4574А грузоподъёмностью 22,5 т, но общее количество выпущенных в 1994 году автокранов сократилось до 700.
19 мая 1999 года Кабинет министров Украины принял решении о продаже ранее закреплённого в государственной собственности 25-процентного контрольного пакета акций предприятия.
В 2000 году на шасси танка Т-62 был разработан специальный гусеничный кран КГС-28.01 грузоподъёмностью 28 тонн, в 2001 году завод освоил производство трубовоза ТВГ-10 грузоподъёмностью 10 тонн, который выпускался на шасси КрАЗ, Урал и ЗиЛ.
В 2002 году завод выпустил 54 автокрана, в 2003 году - 108 автокранов, в 2004 году - 227 автокранов, в 2005 году - 344 автокрана.
В 2003 году Дрогобычские автокраны были идентифицированы  брендом «СИЛАЧ» и логотипом «DAK». Обозначение кранов было изменено с КС на КТА (кран телескопический автомобильный). Был начат выпуск автокранов КТА-14, КТА-16 на шасі МАЗ, КрАЗ, КАМАЗ.
В июне 2005 года была создана хозяйственная ассоциация «Автокраны Украины», в состав которой вошли все три украинских предприятия по производству подъёмных кранов (ОАО «Дрогобычский завод автомобильных кранов», Одесский завод тяжёлого краностроения и ОАО «Краностроительная фирма «Стрела» в городе Бровары). В соответствии с уставом ассоциации, главным предприятием ассоциации стал Дрогобычский завод автомобильных кранов.
В мае 2006 года завод представил гидравлический кран-манипулятор KM-9.8 «Практик» грузоподъёмностью 1,38 тонны и в сентябре 2006 года освоил его производство на шасси КрАЗ, МАЗ, КамАЗ и «Урал».
В июне 2006 года завод был сертифицирован на соответствие стандартам ISO 9001:2000.
В 2007 году завод произвёл 748 кранов и завершил 2007 год с чистой прибылью 34,088 млн гривен. К началу 2008 года завод являлся крупнейшим производителем автокранов Украины (60 % продукции реализовывалось на внутреннем рынке, 40 % - экспортировалось), проектная мощность завода обеспечивала возможность производства 3000 кранов в год, активы предприятия оценивали в 107,976 млн гривен. 31,67 % акций завода находились в собственности компании «Уникум», 25 % — компании «Украгромаш», 20,76 % — финансово-промышленной компании «Старком», 12,5 % акций — компании «Анклав».
В начале 2008 года завод освоил производство автокрана КТА-32 на шасси КрАЗ-65053.
17 - 21 июня 2008 года на выставке «Строительная техника и технологии-2008» завод представил демонстрационный образец 40-тонного автокрана КТА-40 с пятисекционной стрелой, в конструкции стрелы, опорной рамы и опор которого использовали сталь S700.
Начавшийся в 2008 году экономический кризис осложнил деятельность завода. В 2008 году завод выпустил 636 автокранов, но завершил 2008 год с чистой прибылью 34,76 млн гривен. В 2009 году объёмы производства оставались небольшими: в январе - марте 2009 года завод произвёл 17 кранов, в апреле 2009 года - ещё 1 кран, всего до конца августа 2009 года завод выпустил 72 крана.
В этих условиях было принято решение освоить производство автокранов на новых шасси: в ноябре 2008 году был выпущен первый автокран на шасси «Ford» (крановая установка КТА-28 на шасси Ford Cargo 3430D), в перспективе планировалось освоить выпуск автокранов на шасси Howo, Tatra, Iveco.
В декабре 2009 года собственником контрольного пакета (свыше 50 % акций завода) стала зарегистрированная на Кипре компания "Halfona Investments Ltd.".
В связи с сокращением спроса на продукцию, в апреле 2010 года завод был остановлен на два месяца. 2010 год завод завершил с убытком 30,483 млн. гривен.
Во втором полугодии 2011 года завод освоил изготовление мусоровоза на шасси МАЗ, в конструкции которого использовались комплектующие турецкого производства (всего до 21 марта 2012 года было построено 15 мусоровозов).
2011 год завод завершил с убытком 33,2 млн. гривен.
В 2012 году хозяйственное положение предприятия оставалось сложным.
В 2013 году завод остановил производство, по иску компании ООО «Укравтокомплект ЛТД» от 13 мая 2015 года началось рассмотрение дела о банкротстве предприятия. 16 октября 2015 года решением Львовского хозяйственного суда была начата санация завода, которая продолжалась до 9 августа 2016 года, после чего завод был признан банкротом. 19 сентября 2016 года решением Львовского апелляционного хозяйственного суда ликвидация предприятия была остановлена, но 7 ноября 2016 года оставшиеся на предприятии 406 работников были официально уволены и завод полностью прекратил производственную деятельность.
В июне 2018 года на заводе начались работы по восстановлению производства.
В феврале 2019 года завод возобновил производство, приступив к выпуску и ремонту спецтехники для Вооруженных сил Украины.
В октябре 2019 года на выставке "Оружие и безопасность" завод представил автокран КТА-25 и экскаватор ЭОВ-4421МУ на шасси КрАЗ-6322
В декабре 2019 года завод передал в ВСУ очередную партию капитально отремонтированной техники, в которую вошли автокраны КС-3575А на шасси автомобиля КамАЗ та КС-3575А-1 на шасси КрАЗ.

## Современное состояние
Общая площадь предприятия 320 тыс. м², производственные площади - 54 тыс. м².

### Продукция

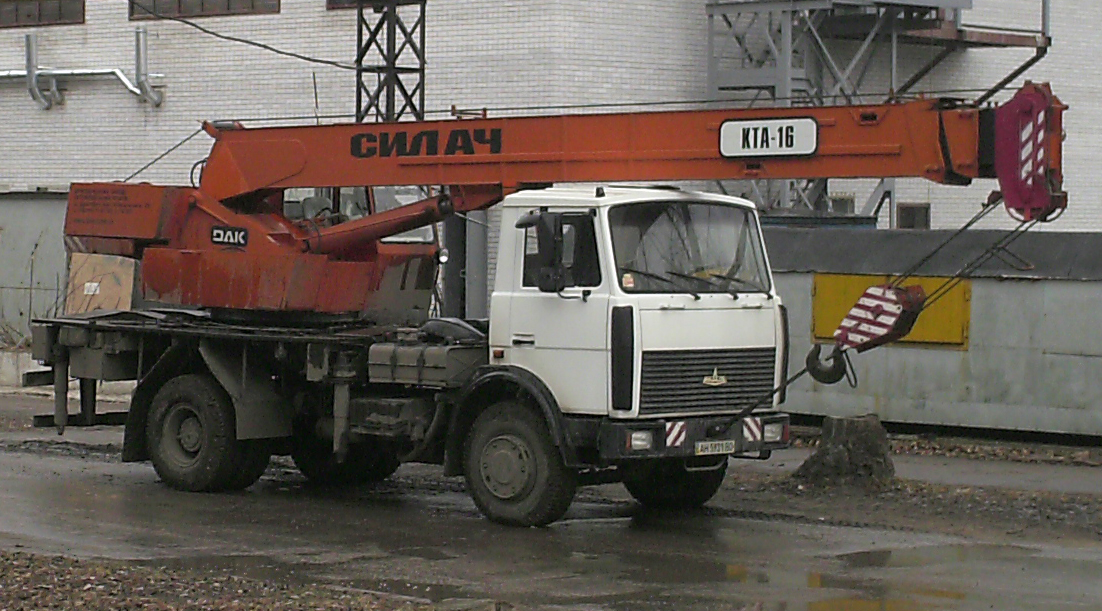
Автокран КТА-16 на шасси МАЗ-5337

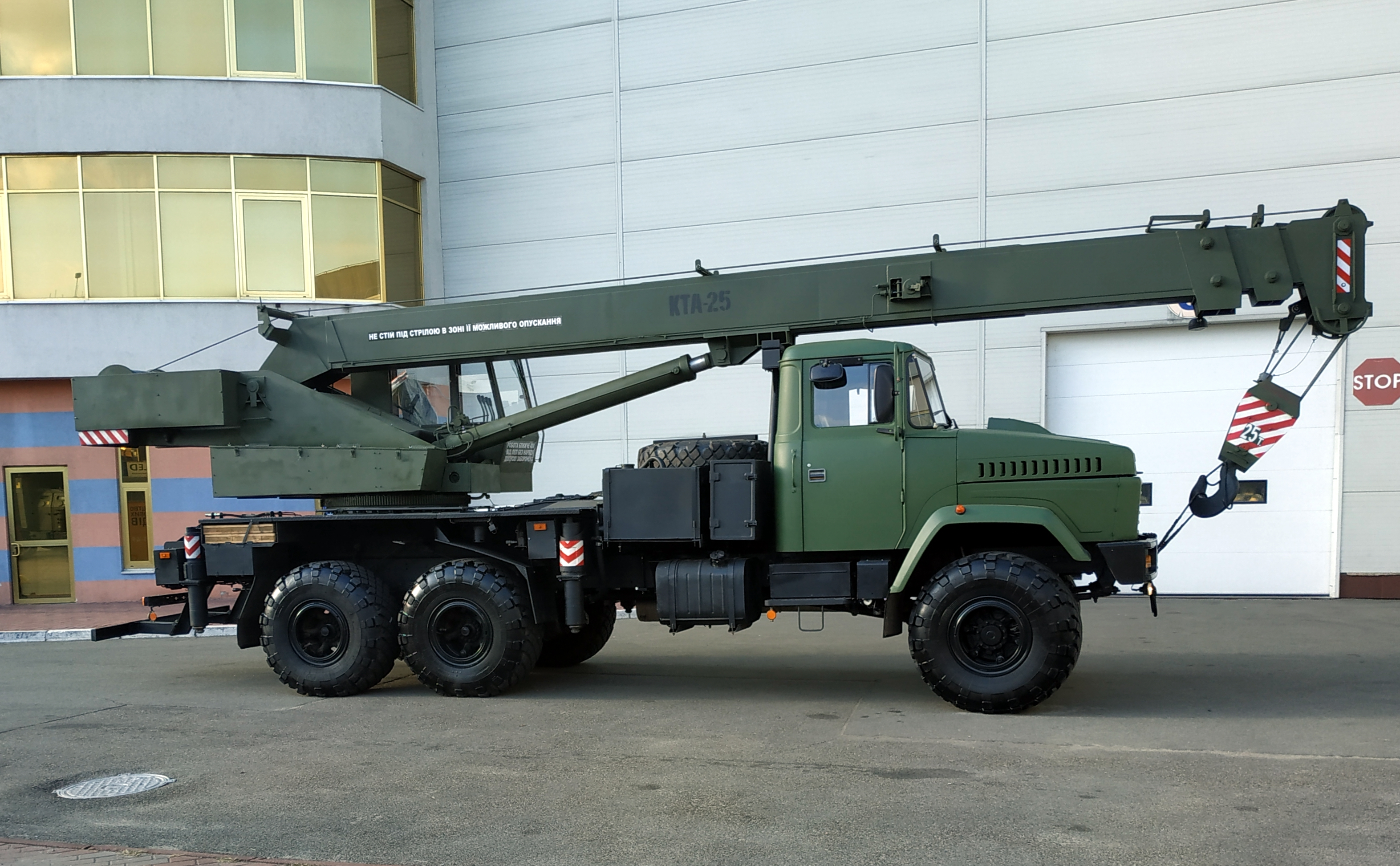
Автокран КТА-25 на шасси КрАЗ-6322

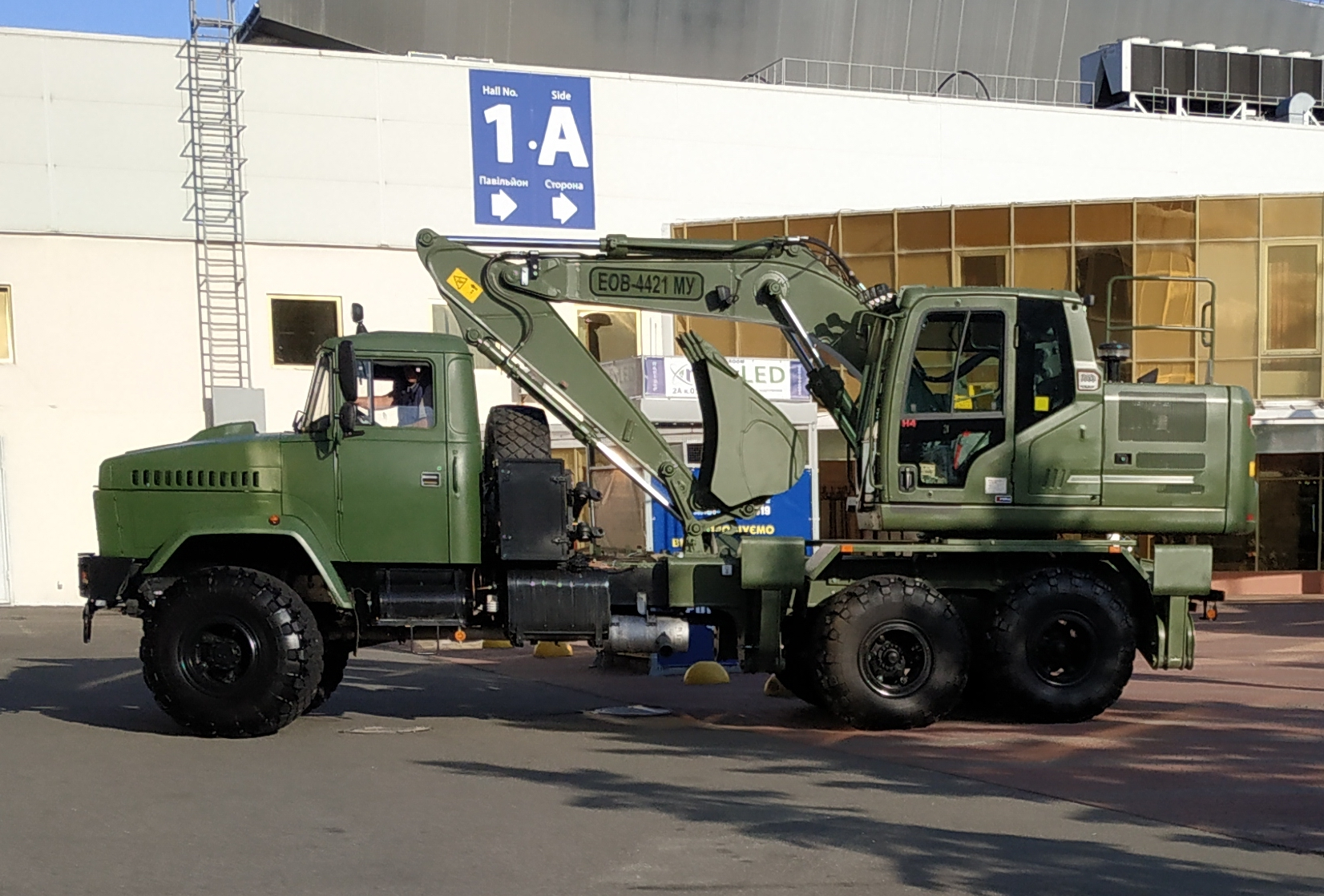
Экскаватор ЭОВ-4421МУ на шасси КрАЗ-6322

С 1965 года предприятие освоило производство широкой гаммы моделей автомобильных кранов (от механических грузоподъёмностью 3—6,3 т до гидравлических грузоподъёмностью 10 т, 14 т, 16 т, 18 т, 22,5 т, 25 т, 28 т, 32 т), среди которых:
- Автокраны с индексом КС грузоподъёмностью от 4 до 22,5 т.
- стреловые автомобильные краны серии «КТА» с телескопической стрелой (выпускались под торговой маркой «Силач») грузоподъёмностью от 18 до 40 т на шасси КрАЗ, КамАЗ и МАЗ[41] (основные модели - КТА-18, КТА-25, КТА-28 и КТА-32 грузоподъёмностью 18, 25, 28 и 32 т соответственно)[26][42]
- Башенный кран быстрого монтажа
- краны-манипуляторы «Практик»
- краны для мотовозов

Также завод выпускал запасные части к автомобильным кранам, гидроцилиндры диаметром до 200 мм, трубопровозы-лесовозы типа ТВГ-10, технологические мотовозы типа МТ, мультилифты СЗК-3.0, колесные пары, детали для путеремонтной техники, мусоровозы на шасси МАЗ и разного рода металлоконструкции.
Общее количество реализованных кранов 100 тыс. штук, которые эксплуатируются на Украине, в странах СНГ (включая Россию, Латвию, Литву, Туркменистан и Узбекистан), а также и в странах Европы (в Болгарии), Латинской Америке (в Аргентине), на Ближнем Востоке и в Африке.

## Достоинства и недостатки продукции

### Автокраны
Устаревшая конструкция стрелы: если "Ивановцы" и "Галичане" давно уже имеют более современную 6-гранную овоидную стрелу, то ДЗАКи по-прежнему имеют более тяжёлую прямоугольную стрелу. В то же время ДЗАКи уступают и в цене любому из вышеозначенных конкурентов, имеют весьма устаревшую кабину, даже на новых образцах отсутствуют камеры видеонаблюдения, рабочие кабины имеют плохое утепление и много сквозняков, что плохо отражается на условиях труда крановщика. В то же время используемые шасси "КРАЗа", в том числе и с колесной формулой 6x6 существенно повышают проходимость автокрана, делая его куда более проходимым, чем, например, "Liebherr" или "KATO" того же тоннажа. По проходимости "КРАЗ" способен конкурировать только с "Уралом". Впрочем, существуют "ДЗАКи", платформой которых является "Урал".

Не менее интересно и то, что в то время как Российские производители автокранов освоили такие шасси как "Volvo FM", "Scania", "MAN" и другие западные марки, "ДЗАК" в свою очередь использовал китайские машины марки "HOWO", которые признаны ненадежными и некомфортными. Впрочем это вероятнее всего является решением не сколько производителя, сколько покупателя.